# بن بريريتون
بن بريريتون (18 أبريل 1999 بستوك أون ترينت في المملكة المتحدة - ) (بالإنجليزية: Ben Brereton)‏ هو لاعب كرة قدم تشيلي في مركز الهجوم. لعب مع نوتينغهام فورست.

## وصلات خارجية
- بن بريريتون على موقع الاتحاد الأوربي (الإنجليزية)
- بن بريريتون على موقع قاعدة بيانات كرة القدم.إي يو (الإنجليزية)
- بن بريريتون على موقع ليكيب (الفرنسية)
- بن بريريتون على موقع ناشيونال فوتبول تيمز (الإنجليزية)
- بن بريريتون على موقع Soccerbase.com (لاعب) (الإنجليزية)
- بن بريريتون على موقع Soccerway.com (الإنجليزية)
- بن بريريتون على موقع عالم كرة القدم.نت (الإنجليزية)
- بن بريريتون على موقع AS.com (الإسبانية)